# Енергоперетворення відходів

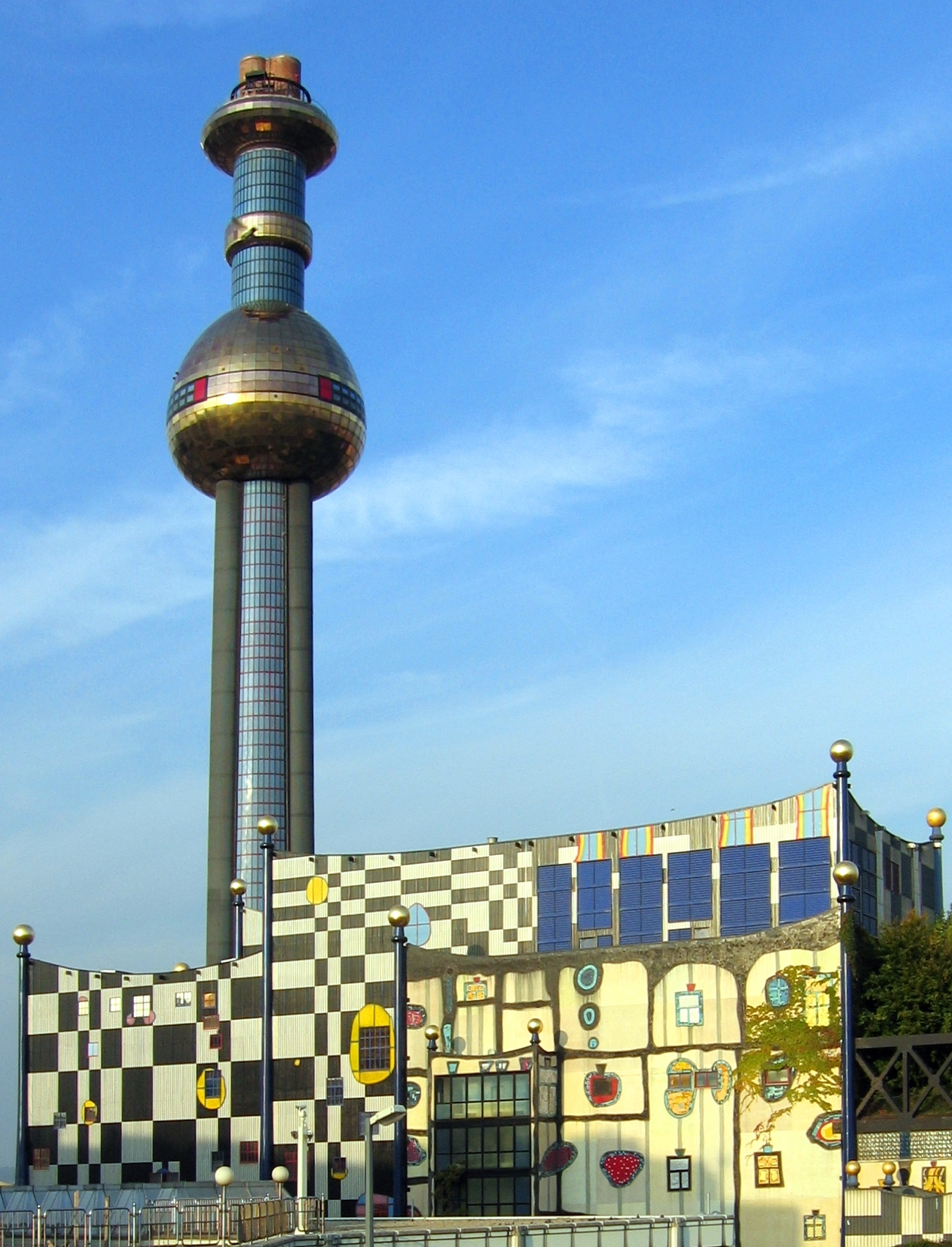
Сміттєспалювальний завод Шпіттелау є одним із декількох заводів, які забезпечують теплопостачання у Відні.

Енергоперетворення відходів (ЕПВ) — процес утворення електроенергії і/або теплоенергії при первинній переробці відходів або при використанні відходів як палива. ЕПВ є формою відновлення енергії. Більшість процесів ЕПВ відбуваються із утворенням електроенергії і/або тепла при безпосередньому горінні відходів або в разі утворення побічних паливних продуктів, як-от метану, метанолу, етанолу або синтетичних палив.

## Чит. також
- Field, Christopher B. «Emissions pathways, climate change, and impacts.» PNAS 101.34 (2004): 12422–12427.
- Sudarsan, K. G., and Mary P. Anupama. «The Relevance of Biofuels.» Current Science 90.6 (2006): 748. 18 Oct. 2009 <http://www.iisc.ernet.in/currsci/mar252006/748a.pdf [Архівовано 24 вересня 2015 у Wayback Machine.]>.
- Tilman, David. «Environmental, economic, and energetic costs.» PNAS 103.30 (2006): 11206–11210.
- «Biofuels News». Chemical Engineering Progress. . FindArticles.com. 18 Oct. 2009. <[недоступне посилання з 01.12.2016]>
- «Waste to Ethanol.» Centurymarc. 2007. 10